# Esecuzione in background
L'esecuzione in background (dall'inglese background che indica sfondo o in secondo piano), in informatica, è una modalità di esecuzione tipica di alcuni programmi che non richiedono la presenza o l'intervento dell'utente, e che può essere concorrente all'esecuzione di altri programmi (ed è quindi possibile solo in sistemi multitasking), risultando così ignari all'utente. Programma (o servizio) in background, in pratica, significa in esecuzione ma "dietro le quinte". 

## Descrizione
I programmi che operano in background svolgono tipicamente operazioni lunghe o laboriose, ad esempio programmi di filesharing peer to peer o che effettuano la deframmentazione dei file system. Anche molti processi dei sistemi operativi girano in background.
Nei sistemi operativi Microsoft Windows i programmi in tale modalità (possono essere antivirus che scansionano il sistema o fanno l'aggiornamento) spesso collocano un'icona nell'area delle notifiche (l'area del desktop accanto all'orologio di sistema) per segnalare la loro attività, e adottano comportamenti che riducono l'utilizzo di risorse in modo da non interferire con le attività interattive dell'utente, ad esempio rallentandolo o causandogli interruzioni. Un classico servizio in background è la costruzione e aggiornamento dell'indice dei file.
Nei sistemi Unix e Unix-like i processi che girano in background vengono detti demoni. L'uso di un task manager è in grado di evidenziare tutti i programmi in esecuzione compresi quelli in background.